# Гусев, Максим Тихонович
Максим Тихонович Гусев (1917—2000) — полковник Советской Армии, участник Великой Отечественной войны, Герой Советского Союза (1944).

## Биография
Родился 5 (18) мая 1917 года в селе Архангельское (ныне — в Сосновоборском районе Пензенской области). В 1934 году окончил семилетнюю школу, после чего работал учётчиком в колхозе, секретарём сельсовета. В 1938 году был призван на службу в Рабоче-крестьянскую Красную Армию, участвовал в боях на Халхин-Голе. В 1941 году окончил Черкасское военное пехотное училище. С декабря 1941 года — на фронтах Великой Отечественной войны. Принимал участие в боях на Волховском, Воронежском, 1-м Украинском, 2-м Белорусском фронтах. Участвовал в боях под Ленинградом, Новгородом, Воронежем, битве на Курской дуге, освобождении Украинской ССР, Польши, боях в Германии. В боях три раза был ранен. К сентябрю 1943 года капитан Максим Гусев был помощником начальника штаба 269-го стрелкового полка 136-й стрелковой дивизии 38-й армии Воронежского фронта. Отличился во время битвы за Днепр.
В конце сентября 1943 года во главе роты автоматчиков, усиленной сапёрами и разведчиками, переправился через Днепр в районе села Лютеж Городнянского района Черниговской области Украинской ССР. Используя преимущество внезапности, группа захватила важный опорный пункт противника на западном берегу реки и заняла оборону. Вражеские войска предприняли ряд контратак, но все они были отбиты. Группе удалось удержать захваченный плацдарм до наступления рассвета. Когда переправился через Днепр 3-й батальон, создал командный пункт и руководил всеми подразделениями на плацдарме до прихода командира полка. Его действия позволили успешно удержать Лютежский плацдарм.
Указом Президиума Верховного Совета СССР «О присвоении звания Героя Советского Союза генералам, офицерскому, сержантскому и рядовому составу Красной Армии» от 10 января 1944 года за «образцовое выполнение боевых заданий командования на фронте борьбы с немецко-фашистскими захватчиками и проявленные при этом отвагу и геройство» был удостоен высокого звания Героя Советского Союза с вручением ордена Ленина и медали «Золотая Звезда» за номером 4533.
После окончания войны продолжил службу в Советской Армии. В 1950 году окончил курсы усовершенствования офицерского состава. В 1963 году в звании полковника уволен в запас. Проживал и работал в Саратове. Скончался 16 ноября 2000 года, похоронен на Елшанском кладбище Саратова.
Был также награждён двумя орденами Отечественной войны 1-й степени, орденами Отечественной войны 2-й степени и Красной Звезды, рядом медалей.